# Омал
Омал — река в районе имени Полины Осипенко Хабаровского края, левый приток Нимелена. Длина — 159 км, площадь водосборного бассейна — 3700 км².
Омал стекает со склонов  Омальского хребта в районе им. Полины Осипенко на высоте более 252 м над уровнем моря. В верховьях течёт преимущественно на северо-запад по холмистой местности, пересекает невысокий хребет Кивун и, приняв справа реку Очеконда, поворачивает на юго-запад. Далее русло становится заболоченным, особенно перед устьем. В нижнем течении меандрирует. Впадает в Нимелен по левому берегу на абсолютной отметке менее 71 м над уровнем моря, в 86 км от устья Нимелена, выше впадения Упагды. Ширина реки в нижнем течении составляет 30 м при глубине 1,4 м. Скорость течения в низовьях — 1,5 м/с.

## Основные притоки
Указаны поименованные притоки длиной 30 км и более
| Название | Расстояние от устья | Длина | Положение |
| -------- | ------------------- | ----- | --------- |
| Нюря     | 18                  | 35    | правый    |
| Моренул  | 20                  | 61    | левый     |
| Адякиль  | 113                 | 40    | правый    |
| Очеконда | 116                 | 31    | правый    |
| Ниран    | 117                 | 45    | левый     |

## Данные водного реестра
По данным государственного водного реестра России и геоинформационной системы водохозяйственного районирования территории РФ, подготовленной Федеральным агентством водных ресурсов:
- Бассейновый округ — Амурский
- Речной бассейн — Амур
- Речной подбассейн — Амгунь
- Водохозяйственный участок — Амгунь
- Код водного объекта — 20030800112118100084734